# Scutellaria inghokensis
Scutellaria inghokensis là một loài thực vật có hoa trong họ Hoa môi. Loài này được Metcalf miêu tả khoa học đầu tiên năm 1933.